# Игры XXX Олимпиады (серия монет)
«Игры ХХХ Олимпиады» (укр. Ігри ХХХ Олімпіади) — монеты Национального банка Украины, посвящённые XXX Олимпийским играм в Лондоне. Входят в серию монет «Спорт».

## История выпуска
В данной серии всего две монеты.
- Монета из нейзильбера номиналом 2 гривны тиражом 30 000 штук.
- Монета из серебра номиналом 10 гривен тиражом 5 000 штук.

## Изображения серии монет

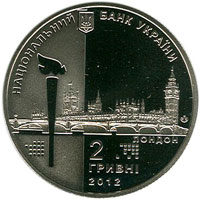
(Аверс) 2 гривны
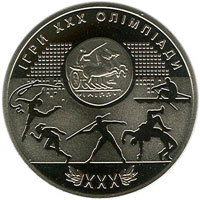
(Реверс) 2 гривны
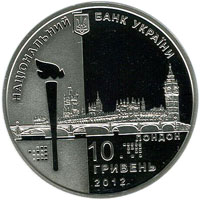
(Аверс) 10 гривен
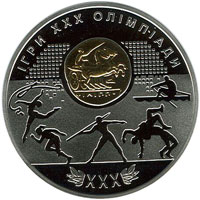
(Реверс) 10 гривен

## Монета номиналом 2 гривны
| Металл     | Масса, г | Диаметр, мм | Качество чеканки          | Группа   |
| ---------- | -------- | ----------- | ------------------------- | -------- |
| Нейзильбер | 12,8     | 31          | Специальный анциркулейтед | Рифлёный |

Художники: Атаманчук Владимир, Таран Владимир, Харук Александр, Харук Сергей
Скульпторы: Демьяненко Анатолий, Демьяненко Владимир
На аверсе монеты вверху размещён малый Государственный Герб Украины и надпись полукругом — НАЦИОНАЛЬНЫЙ БАНК УКРАИНЫ, панорама города, на фоне которой слева стилизованный олимпийский факел, справа надпись — ЛОНДОН, внизу надписи: 2/ГРИВНИ/2012 и логотип Монетного двора Национального банка Украины.
На реверсе монеты изображены: полукругом силуэты представителей разных видов спорта, над которыми золотой статер Филиппа II, который участвовал в олимпийских играх, и надписи — Игры ХХХ ОЛИМПИАДЫ (вверху полукругом), ХХХ (внизу), слева и справа от которого — лавровый лист.

## Монета номиналом 10 гривен
| Металл  | Масса, г | Диаметр, мм | Качество чеканки | Группа                         |
| ------- | -------- | ----------- | ---------------- | ------------------------------ |
| Серебро | 31,1     | 38,6        | Пруф             | Гладкий с углублённой надписью |

Художники: Атаманчук Владимир, Таран Владимир, Харук Александр, Харук Сергей.

Скульпторы: Демьяненко Анатолий, Демьяненко Владимир.
На аверсе монеты вверху размещён малый Государственный Герб Украины и надпись полукругом — НАЦИОНАЛЬНЫЙ БАНК УКРАИНЫ, панорама города, на фоне которой слева стилизованный олимпийский факел, справа надпись — ЛОНДОН, внизу надписи: на монете из серебра — 10 / ГРИВЕНЬ/2012.
На реверсе монеты изображены: полукругом силуэты представителей разных видов спорта, над которыми золотой статер Филиппа II, который участвовал в олимпийских играх, и надписи — Игры ХХХ ОЛИМПИАДЫ (вверху полукругом), ХХХ (внизу), слева и справа от которого — лавровый лист. Элемент отделки — локальная позолота, содержание золота в чистоте не менее 0,000360 г.